# Cachoeira Dourada (kommun i Brasilien, Goiás)
Cachoeira Dourada är en kommun i Brasilien.   Den ligger i delstaten Goiás, i den sydöstra delen av landet, 400 km sydväst om huvudstaden Brasília. Antalet invånare är 8 267.
Omgivningarna runt Cachoeira Dourada är en mosaik av jordbruksmark och naturlig växtlighet. Runt Cachoeira Dourada är det glesbefolkat, med 18 invånare per kvadratkilometer.